# Tricentra decorata
Tricentra decorata là một loài bướm đêm trong họ Geometridae.